# سر الدكتور إبراهيم (فلم)
سر الدكتور إبراهيم فيلم دراما وإثارة مصري لعام 1937 من إخراج وإنتاج إيلي ابتكمان، ومن تأليف وحوار جورج توفيق حبيب. الفيلم من بطولة عقيلة راتب، ومختار حسين، ورياض القصبجي، وتدور الأحداث حول الدكتور إبراهيم الذي يثير ريبة من حوله.
صدر الفيلم إلى دور العرض المصرية في 8 أبريل 1937.
منح موقع قاعدة بيانات الأفلام العربية «السينما,كوم» الفيلم درجة 5.7/ 10.

## ملخص أحداث الفيلم
يعيش الدكتور إبراهيم (زكي إبراهيم) مع ابنته الشابة (عقيلة راتب)، وتحيطه بهالة من الغموض، بينما يعجب الناس من الدكتور إبراهيم، ومن تصرفاته. يستقيل الدكتور إبراهيم، ويسافر إلى محافظة أخرى، ويقضي معظم وقته في معمل أبحاثه. يسعى كل الناس لمعرفة سر الدكتور إبراهيم، ويظن الناس أن وراءه سرًا مخيفًا، أو أنه مجرم من طراز المجرمين المجانين. وهو يخفي سره عن ابنته، التي تعاني من طريقتهُ الغريبة، ويثير حبيبها ريبتها أكثر تِجاه أفعال أبوها. في النهاية يظهر نبل هذا الرجل وأنه من العلماء الذين يخدمون بلادهم.

## طاقم التمثيل
- مختار حسين: في دور مندوب صحيفة أبو الهول.[11]

- عقيلة راتب: في دور ابنة الدكتور إبراهيم.
- علي كامل: في دور مندوب صحيفة العصري.
- زكي إبراهيم: في دور الدكتور إبراهيم.
- رياض القصبجي.[12]

## صناع الفيلم
المخرج إيلي ابتكمان: كتب وجيه ندى على موقع مصرس: «ساهم المخرجين الأجانب في ازدهار السينما المصرية والغنائية ومنهم الكسندر ابتكمان عام 1937 مع فيلم سر الدكتور إبراهيم». يحفظ موقع قاعدة بيانات الأفلام على الإنترنت (IMDB) ثلاثة أفلام مصرية للمخرج الكسندر ابتكمان:
ابن الشعب 1934: بطولة حسن البارودي، وبديعة مصابني، وماري منيب، وسراج منير، وميمي شكيب، وبشارة واكيم.
اليد السوداء 1936: مختار حسين، وعقيلة راتب، ورياض القصبجي، وزكي إبراهيم، وحامد مرسي، وعبد النبي محمد.
سر الدكتور إبراهيم 1937: مختار حسين، وعقيلة راتب، ورياض القصبجي، وزكي إبراهيم، وعلي كامل. 
جاء ذكر المخرج ابتكمان وفيلمه «سر الدكتور إبراهيم» بوصفه أحد صناع الأفلام في أفريقيا (معجم صناع الأفلام في أفريقيا).
كتبت مروة السورى في نشرة نقابة المهن السينمائية في ديسمبر 2020 مقالة تحت عنوان «المخرج (إيلى ابتكمان) أول من خاض تجربة الأفلام البوليسية بالسينما المصرية» حيث قالت: «استطاع المخرج» إيلى ابتكمان«إخراج أولى الأفلام البوليسية في السينما المصرية وذلك من خلال فيلم» اليد السوداء«إنتاج 1935، وفتح منذ هذه اللحظة الباب لدخول صناع الأفلام لخوض تلك التجربة المثيرة والمميزة، شجعه الأمر لطرح فيلم «سر الدكتور إبراهيم» بنفس أبطال فيلم اليد السوداء، وهم الفنانة القديرة» عقيلة راتب«و» زكى إبراهيم«و» مختار حسين«و» رياض القصبجى«، وعرض الفيلم في إبريل 1937 بسينما كوزمو بمحافظتى» القاهرة والإسكندرية«، ولم يذكر التاريخ الفنى خلفية واضحة عن المخرج إيلى ابتكمان» ولكنه يكفي أنه أول من ساهم في طرح أفكار السينما البوليسية بمنظورها المميز.
رياض القصبجي: كتب عنه موقع الفن: «قدّم 179 فيلماً في مشواره الفني، ومن أشهر أعماله «سر الدكتور إبراهيم» و»سلامة في خير «عام 1937»، وكتب عنه وجيه ندى على موقع دنيا الوطن: «اولى افلامه فيلم» اليد السوداء«أمام حامد مرسى وزوجته عقيلة راتب وكان المخرج ابتكمان، وكان العرض بدار سينما كوزمو 12 أكتوبر 1936، وتوالت الادوار، وفي موسم 1937 كانت المشاركة في فيلم سر الدكتور إبراهيم».
علي كامل: كتب عنه عبد الله المدني على الموقع البحريني الأيام: «هو ليس مجرد ممثل مصري من حقبة منتصف الثلاثينات من القرن الماضي فقط، كما يعتقد البعض، وإنما كان أيضًا مديرًا للإنتاج ومساعدًا للصوت في العديد من الأفلام. إنه الفنان علي كامل الذي سجنه المخرجون في الأدوار الثانوية طوال مسيرته الفنية التي بدأت في عام 1937 أو قبل ذلك بقليل عن طريق أداء دور مندوب جريدة» العصري«في فيلم سر الدكتور إبراهيم».

## وصلات خارجية
- سر الدكتور إبراهيم على موقع IMDb (الإنجليزية)
- سر الدكتور إبراهيم على موقع قاعدة بيانات الأفلام العربية
- سر الدكتور إبراهيم على موقع الدهليز
- سر الدكتور إبراهيم على موقع كاروهات

https://pulpit.alwatanvoice.com/content/print/481268.html سر الدكتور إبراهيم (فيلم)